# Санкции Канады
Канада является государством-членом ООН и применяет санкции ООН через Закон об Организации Объединенных Наций (англ. United Nations Act).

## Законодательство
Канада вводит свои автономные санкции в форме ограничений на торговлю и коммерческую деятельность, замораживания активов и запретов на поездки посредством постановлений и положений, принятых в соответствии с:
- Законом о специальных экономических мерах (англ. Special Economic Measures Act / SEMA)[2]
- Законом о правосудии для жертв коррупции среди иностранных должностных лиц (англ. Justice for Victims of Corrupt Foreign Officials Act)[3].

Канада также применяет санкционные меры против отдельных лиц посредством Закона о замораживании активов коррумпированных иностранных должностных лиц (англ. Freezing Assets of Corrupt Foreign Officials Act).
Другие законодательные акты, включая Уголовный кодекс, Закон о разрешениях на экспорт и импорт и Закон об иммиграции и защите беженцев, ограничивают или налагают ограничения на определённые виды деятельности с иностранными государствами и иностранными лицами в связи с режимами санкций Канады.

## Государственные органы
Государственным органом, ответственным за действующие режимы санкций является Министерство международных дел Канады.
Королевская канадская конная полиция отвечает за сбор информации об активах, находящихся во владении или под контролем лица, включённого в список, и совместно с Канадским агентством пограничной службы, отвечает за расследование любых нарушений канадских санкций.